# 아빠는 요리사
《아빠는 요리사》(원제: 일본어: クッキングパパ 쿠킹구파파[*], COOKING PAPA)는 우에야마 토치가 원작한 일본의 만화 작품.

## 개요
고단샤의 모닝에서 1985년 14호부터 연재중이다. 1권은 1986년 1월 18일에 발매해, 2018년 12월 현재 148권까지 발매해서 장수 작품이 되었다.
2015년, 제39회 고단샤 만화상에서 특별상을 수상.

### 미디어 믹스
1992년 4월 9일부터 1995년 5월 25일까지 아사히 방송, TV 아사히 계열에서 TV 애니메이션이 방영되었다. 대한민국에서는 OSB동양위성TV에서 자막판으로 방영한 적이 있다. 
2008년 8월 29일에 TV 니시닛폰에서 TV 드라마로 방영.

## 등장인물
아라이와 카즈미(일미)(荒岩 一味)
아라이와 니지코(홍자)(荒岩 虹子)
아라이와 마코토(성이)(荒岩 誠)
아라이와 미유키(미설)(荒岩 みゆき)
베이(ベイ)